# France au Concours Eurovision de la chanson 1978
La France a participé au Concours Eurovision de la chanson 1978. C'est la 22e participation de la France au Concours Eurovision de la chanson.
Le pays est représenté par Joël Prévost et la chanson Il y aura toujours des violons, sélectionnés via une finale nationale organisée par TF1. La 23e édition du Concours Eurovision de la chanson a lieu le 22 avril 1978 à Paris, après la victoire de Marie Myriam l'année précédente.

## Sélection

### Demi-finales
Les demi-finales de la sélection nationale ont eu lieu le 12 mars et le 19 mars 1978 à Paris. Chaque demi-finale contient sept chansons, les trois arrivées en tête se qualifient pour la finale via les télévotes du public,. Noëlle Cordier, l'une des participants dans la sélection nationale, a déjà pu représenter la France en 1967.
| Ordre | Artiste            | Chanson                        | Points | Place |
| ----- | ------------------ | ------------------------------ | ------ | ----- |
| 1     | Marie Azaro        | Tu es le centre du monde       | 4 725  | 4     |
| 2     | Jean-François Doll | Du côté de l'enfance           | 4 325  | 5     |
| 3     | Joël Prévost       | Il y aura toujours des violons | 6 511  | 2     |
| 4     | Alphabet           | Pour un train qui part         | 3 986  | 6     |
| 5     | Noëlle Cordier     | Tombe l'eau                    | 4 932  | 3     |
| 6     | Patrick Lemaître   | Seul                           | 3 646  | 7     |
| 7     | Jean-Paul Cara     | Alors prends le soleil         | 7 528  | 1     |

| Ordre | Artiste             | Chanson                          | Points | Place |
| ----- | ------------------- | -------------------------------- | ------ | ----- |
| 1     | Christian Villers   | Joue ta musique                  | 5 158  | 4     |
| 2     | Jean-Pierre Savelli | C'était pour toi                 | 4 579  | 5     |
| 3     | Violette Vial       | Je te promets de revenir         | 6 346  | 2     |
| 4     | Malvina             | Au revoir et peut-être à bientôt | 5 589  | 3     |
| 5     | Irvin et Indira     | Laisse pleurer les rivières      | 8 445  | 1     |
| 6     | Caroline Grant      | Ne m'oublie pas                  | 4 173  | 6     |
| 7     | Liliane Davis       | Dessine pour moi                 | 3 881  | 7     |

### Finale
La finale a eu lieu le 26 mars 1978 à Paris, présentée par Évelyne Leclercq. La chanson gagnante est choisie via les télévotes du public,.
| Ordre | Artiste         | Chanson                          | Points | Place |
| ----- | --------------- | -------------------------------- | ------ | ----- |
| 1     | Irvin et Indira | Laisse pleurer les rivières      | 8 915  | 2     |
| 2     | Malvina         | Au revoir et peut-être à bientôt | 2 000  | 6     |
| 3     | Violette Vial   | Je te promets de revenir         | 2 621  | 5     |
| 4     | Jean-Paul Cara  | Alors prends le soleil           | 4 896  | 3     |
| 5     | Joël Prévost    | Il y aura toujours des violons   | 13 791 | 1     |
| 6     | Noëlle Cordier  | Tombe l'eau                      | 2 870  | 4     |

## À l'Eurovision

### Points attribués par la France
| 12 points | Belgique    |
| 10 points | Grèce       |
| 8 points  | Israël      |
| 7 points  | Suisse      |
| 6 points  | Danemark    |
| 5 points  | Irlande     |
| 4 points  | Italie      |
| 3 points  | Suède       |
| 2 points  | Royaume-Uni |
| 1 point   | Monaco      |

### Points attribués à la France
| 12 points                   | 10 points                    | 8 points                                    | 7 points              | 6 points                      |
| --------------------------- | ---------------------------- | ------------------------------------------- | --------------------- | ----------------------------- |
| - Autriche                  | - Allemagne - Italie - Suède | - Belgique - Danemark - Grèce - Royaume-Uni |                       | - Irlande - Pays-Bas - Suisse |
| 5 points                    | 4 points                     | 3 points                                    | 2 points              | 1 point                       |
| - Espagne - Israël - Monaco | - Turquie                    | - Norvège                                   | - Portugal - Finlande | - Luxembourg                  |

Joël Prévost interprète Il y aura toujours des violons en 6e position sur la scène après le Portugal et avant l'Espagne. Au terme du vote final, la France termine 3e sur 20 pays avec 119 points.